# International Headache Society
Die International Headache Society (IHS, deutsch Internationale Kopfschmerzgesellschaft) ist eine 1981 in Großbritannien gegründete Gesellschaft, die sich zum Ziel gesetzt hat, die Erforschung von Kopfschmerzen sowie deren Behandlung zu fördern. Sie hat über 1000 ordentliche Mitglieder. Präsident ist Lars Edvinsson. Die IHS fungiert weiterhin als Dachorganisation für zahlreiche nationale Fachgesellschaften, die sich wissenschaftlich mit dem Kopfschmerz befassen.
Die Vereinigung gibt eine umfassende Kopfschmerz-Klassifikation heraus, seit 2018 in der dritten Auflage (ICHD-3) und fungiert als Herausgeber der Fachzeitschrift Cephalalgia. Regelmäßig wird der International Headache Congress (IHC) abgehalten.